# بوبر شاد
بوبر شاد (نام علمی: Chlorocichla laetissima) نام یک گونه از سرده بوبرهای رنگین است.